# AO-2.5SCz
AO-2.5SCz – radziecka bomba odłamkowa małego wagomiaru. Przenoszona w bombach kasetowych RBK.